# Proserpin
Proserpin (deutsch: Proserpina) ist eine Oper in einem Akt (VB 19) von Joseph Martin Kraus (Musik) mit einem Libretto von Johan Henrik Kellgren nach einem Entwurf von Gustav III. Die Handlung basiert lose auf Philippe Quinaults Proserpine von 1680 und dem Mythos des Raubs der Proserpina. Die Oper wurde am 1. Juni 1781 im Schloss Ulriksdal bei Stockholm uraufgeführt.

## Handlung
Die Oper spielt in Sizilien. Dort hat sich der Jüngling Atis in die Göttin Proserpin, eine Tochter Jupiters und der Fruchtbarkeitsgöttin Ceres, verliebt und ihretwegen seine Verlobte Cyane verstoßen. Pluto, der Gott der Unterwelt, verliebt sich ebenfalls in Proserpin. Er entführt sie in sein Reich, nachdem er ihren Aufenthaltsort mit Hilfe Cyanes ausfindig gemacht hat. In Sizilien suchen alle vergeblich nach ihr. Atis’ Kummer über ihren Verlust ist so groß, dass er sich in die Flammen des Ätna stürzt, um seinem Leben ein Ende zu bereiten. Cyane folgt ihm in die Unterwelt. Sie hofft auf ein Entgegenkommen Plutos, der ihr für ihren Verrat eine Wiedervereinigung mit Atis versprochen hatte. Tatsächlich kann sie mit ihm die Unterwelt wieder verlassen und Ceres über den dortigen neuen Wohnort ihrer Tochter aufklären. Da Ceres aufgrund ihrer Trauer ihre Aufgaben auf Erden vernachlässigt und die Ernten schlechter werden, hat Jupiter ein Einsehen. Er lässt seinen Boten Mercurius verkünden, dass Proserpin in Zukunft im Wechsel bei ihm und auf der Erde leben wird. In der Schlussszene steigt er persönlich vom Himmel herab und sorgt für eine allgemeine Versöhnung.
Szene 1. Atis und eine Gruppe sizilianischer Soldaten feiern den Sieg Jupiters über die rebellischen Giganten, die es gewagt hatten, den Himmel anzugreifen (Chor: „Jupiter, Gudarnes Gud vare ära!“). Ein Fest zu Ehren der Fruchtbarkeitsgöttin Ceres ist geplant. Alle hoffen, dass sie bald wieder nach Sizilien kommt, wo ihre Tochter Proserpin lebt (Chor Sizilianer: „Kom snart, kom snart igen välgörande Gudinna!“).
Szene 2. Atis leidet unter seiner hoffnungslosen Liebe zur Göttin Proserpin (Arie Atis: „En grym Volcan min själ förtär“). Ihretwegen hat er seine frühere Geliebte Cyanes verlassen.
Szene 3. Cyane fleht Atis an, zu ihr zurückzukehren (Duett Cyane/Atis: „Ack, kom min Atis, kom tilbaka“). Atis lehnt ab und flieht.
Szene 4. Cyane hat nicht die Kraft, Rachegefühle gegen Atis zu entwickeln, den sie trotz allem noch immer liebt.
Szene 5. Pluto erscheint mit seinem Gefolge, das er kurz darauf fortschickt. Da auch er Proserpin liebt (Arie Pluto: „Ack kärlek, kärlek dina skott“), bittet er Cyane um Unterstützung, sie für sich zu gewinnen. Als Lohn soll sie Atis zurückerhalten. Nach einigem Zögern verrät ihm Cyane den Aufenthaltsort Proserpins.
Szene 6. Proserpin und ihre Nymphen preisen tanzend die Schönheit und den Frieden der Natur (Chor: „Frid och vackra dagar himlen återger“ – Arie Proserpin mit Chor: „Ack, hvad behag ett hjerta njuter“). Die Nymphen zerstreuen sich, um Blumen zu sammeln.
Szene 7. Pluto tritt zwischen den Bäumen hervor. Er ruft die Götter der Unterwelt herbei, die die allein zurückgebliebene Proserpin umringen (Duett Proserpin/Pluto mit Chor: „O himmel, himmel mig försvara!“ – Chor: „Kom! Kom frugta ingen fara“). Pluto versucht sie zu beruhigen, gesteht ihr seine Liebe und verspricht, dass ihr nichts geschehen werde. Die Götter führen sie auf Plutos Wagen, der daraufhin in die Tiefe sinkt.
Szene 8. Proserpins Nymphen suchen bei ihrer Rückkehr vergeblich nach ihrer Herrin (Chor Nymphen: „Proserpin, Proserpin! vi ropa dig“). Eine der Nymphen erblickt Proserpins Mutter Ceres in den Wolken. Die Nymphen fliehen, da sie deren Schmerz über den Verlust ihrer Tochter nicht mitansehen wollen.
Szene 9. Voller Vorfreude über das baldige Wiedersehen mit ihrer Tochter steigt Ceres von ihrem Wagen (Arie Ceres: „Jag äger denna pant utaf den ömhet quar“). Da sie wegen der unerwarteten Stille beunruhigt ist, ruft sie die Nymphen und Waldgötter herbei.
Szene 10. Als die Nymphen und Waldgötter ihr das Geschehene berichten, schickt sie alle auf die Suche nach ihrer Tochter (Chor mit Rezitativ: „Ceres, Ceres hvilken smärta“).
Szene 11. Ceres fleht ihren früheren Geliebten Jupiter (den Vater Proserpins) um Hilfe an (Arie Ceres: „O, Joefur! i hvars ömma bröst“).
Szene 12. Nymphen, Waldgötter und Sizilianer suchen mit Fackeln gemeinsam nach Proserpin, doch sie antwortet nicht auf ihre Rufe (Chor: „Proserpin, Proserpin, vi ropa dig“).
Szene 13. Auch Atis leidet über den Verlust seiner Angebeteten. Nachdem er vergeblich die gesamte Insel durchsucht hat, will er sich in den Ätna stürzen, um seinem Leben ein Ende zu bereiten (Arie Atis: „För lifvet jag fasar“).
Szene 14. Da kommt eine Gruppe Bacchanten, Silenen, Faune und Satyrn aus dem Wald. Als Anhänger des Bacchus verabscheuen sie die Trauer. Sie ergreifen Atis, um ihn mit sich fortzuführen (Arie Bacchant mit Chor: „Här lifvas allt af Bacchi lagar“ – Ballett – „Af den dyrkan Bacchus njuter“), müssen aber unverrichteter Dinge wieder abziehen.
Szene 15. Atis besteigt zielstrebig die Höhen des Ätna und wirft sich in die Flammen.
Szene 16. Cyane kommt zu spät hinzu, um Atis zu retten. Sie klagt voller Schuldgefühle über den Verlust ihres Geliebten (Arie Cyane: „Ack, förskräckliga brott!“). Ihre letzte Hoffnung ist Pluto, der ihr für ihren Verrat Lohn versprochen hatte. Sie steigt hinab in die Unterwelt.
Eine dunkle und wüste Einöde mit dem Ceres-Tempel im Hintergrund
Szene 17. Ceres, Nymphen und Sizilianer klagen über Proserpins Abwesenheit (Ceres und Chor: „Gudar! värdens ej försaka“ – „Kommen åter, sälla dagar“). Unter Ceres’ Trauer leidet inzwischen auch die Fruchtbarkeit der Erde. Sie schickt die anderen fort, da sie ihre Huldigungen nicht mehr ertragen kann.
Szene 18. Ceres, die sich von den Göttern verhöhnt fühlt, versucht, ihre Tränen zu ersticken (Arie Ceres: „Mörka öknar! låt mig dölja i ert sköte mina tårar“).
Szene 19. Atis und Cyane steigen aus dem Abgrund herauf und berichten Ceres, dass Proserpin jetzt in Plutos Reich lebt und seine Liebe erwidert. Sie versuchen sie damit zu trösten, dass Proserpin eine große Ehre widerfahren sei (Terzett Ceres/Cyane/Atis: „Hvad större qual kan väl en moder“).
Szene 20. Der Götterbote Mercurius steigt in einer Wolke vom Himmel herab. Er verkündet, dass Jupiter beschlossen habe, Gerechtigkeit und Gnade zu zeigen. Daher solle Proserpin von nun an abwechselnd bei Pluto und bei ihrer Mutter leben.
Szene 21. Der Himmel öffnet sich, und Jupiter steigt mit den himmlischen Göttern herab. Pluto, Proserpin und die Götter der Unterwelt kommen aus dem Abgrund herauf. Nachdem Mutter und Tochter glücklich wieder vereint sind, verzeiht Ceres auch Pluto. Jupiter ruft noch einmal zur Versöhnung auf (Arie Jupiter: „Gå, Pluto, gå, at din maka njuta“), und alle preisen gemeinsam sein mildes und gerechtes Gebot (Chor: „Gudar och menskjor och skuggor beprisen Jupiters milda och rättvisa lag!“).

## Gestaltung
Die Musik der Oper zeugt von der „fast schon fanatischen Gluck-Verehrung“ (so Hans Åstrand) des Komponisten, der die alte Affektenlehre und die Formenästhetik der Aufklärung ablehnte und Da-Capo-Arien und Fugen in seiner Streitschrift Etwas von und über Musik fürs Jahr 1777 verhöhnt hatte. Åstrand bezeichnete das Werk als „jugendlichen Versuch, ein gefühlvolles, antikes Symboldrama mit einer ständig mitfühlenden und lebendigen Orchesterbegleitung zu schaffen“. Die einzelnen Musiknummern sind häufig ohne Pause miteinander verbunden. Vierzehn Chöre stehen nur zehn Arien gegenüber, die in der moderneren großen zweiteiligen Form oder als dreiteilige „Reprisenarie“ ausgebildet sind. Klassische Da-Capo-Arien meidet Kraus. Im Schlussteil der Oper und für die intimeren Stellen verwendet er „Singrondos“ oder liedartige dreiteilige „Quasirondos“, wie der Musikwissenschaftler und Kraus-Biograf Richard Engländer diese Formen nannte.
Die mehr als zwanzig Rezitative sind abgesehen von zwei viertaktigen Stellen sämtlich als Accompagnato auskomponiert. Sie sind in die dramatische Handlung eingebunden und unterbrechen oft schroff die anderen Stücke. Die Orchesterbegleitung ist durch häufige Dynamikwechsel gekennzeichnet, wobei die leiseren Spielarten „p“, „pp“ und „ppp“ gegenüber dem Forte bevorzugt werden. Richard Engländer meinte, Kraus sei ein „Fetischist des Piano“ gewesen. Gerade in den leisen Stellen findet sich häufig ausdrucksstarke Chromatik. Neben dem Ausdruck ging es ihm dabei auch darum, dass das Orchester die Gesangspartie nicht verdeckt. Beim Einsatz der Sänger ist regelmäßig ein Pianissimo in den Orchesterstimmen notiert. Die abwechslungsreiche Harmonik und die häufig düstere Orchestrierung entsprechen dem Musikstil des Sturm und Drang. Typisch für Kraus sind kurze expressive Largo-Teile innerhalb der Arien, die heftigen Gefühlsausbrüchen entgegengesetzt werden.
Zu den gelungensten Stellen zählt die nächtliche Suche nach Proserpin in der zwölften Szene. Richard Engländer beschrieb sie als „ein notturno lugubre von bezwingender Kraft im claire-obscure der Fackeln“.

### Orchester
Die Orchesterbesetzung der Oper enthält laut Angabe in der Partitur die folgenden Instrumente:
- Holzbläser: zwei Flöten, zwei Oboen, zwei Klarinetten (B und A), Fagott
- Blechbläser: zwei Hörner
- Streicher: Violinen 1, Violinen 2, Bratschen, Violoncelli und Kontrabässe (zwei „Violetta“ in Nr. 7–9)
- Basso continuo

### Musiknummern
Die Oper enthält im autographen Manuskript die folgenden Musiknummern (in eckigen Klammern die Nummern im Werkverzeichnis von Bertil van Boer; dort weichen auch die Texte geringfügig ab):
- Ouvertüre: Largo C-Dur alla breve
- Nr. 1. Chor (Sizilianer): „Jupiter, Gudarnes Gud vare ära!“ (Szene 1)
- Nr. 2. Rezitativ (Atis): „Så frögdom oss åt våra glada dar“
- Nr. 3. Chor (Sizilianer): „Kom snart, kom snart igen välgörande Gudinna!“
- Nr. 4. Rezitativ (Atis): „Du Gudamagt, som sorg och glädje delar, förlåt en billig klagoröst!“ (Szene 2)
- Nr. 5 [4a]. Arie (Atis): „En grym Volcan min själ förtär“
- Nr. 6 [5]. Rezitativ (Atis): „Och vore jag olycklig blott, men ack! jag äfven brottslig blifvit“
- Nr. 7 [6]. Duett (Cyane, Atis): „Ack, kom min Atis, kom tilbaka“ (Szene 3)
- Nr. 8 [7]. Duettino (Cyane, Atis): „Kom! och alt förlåtit är“
- Nr. 9 [8]. Rezitativ (Cyane, [Pluto]): „Han flyr … Och jag bedragen lämnas …“ (Szene 4)
- Nr. 10 [9]. Arie (Pluto): „Ack kärlek, kärlek dina skott til himmel, jord och afgrund hinna“ (Szene 5)
  - [Nr. 10.] Rezitativ: Cyane, hör, jag vet den oförrätt (Pluto, Cyane)
- Nr. 11. Chor ([Proserpin], Nymphen): „Frid och vackra dagar himlen återger“ (Szene 6)
- Nr. 12. Arie mit Chor (Proserpin, Nymphen): „Ack, hvad behag ett hjerta njuter“
  - [Nr. 13.] Rezitativ (Proserpin): „Snart Ceres komma lär“
  - Ballett (Musik fehlt in der Partitur)
- Nr. 13 [14]. [Szene und] Rezitativ (Proserpin): „Täcka blommor, fältets heder“ (Szene 7)
  - Rezitativ (Pluto, Proserpin): „Afgrundsgudar skynden eder! Hvad gruflig röst jag hör!“
- Nr. 14 [–]. Duett mit Chor (Proserpin, Pluto, Götter der Unterwelt): „O himmel, himmel mig försvara!“
  - [Nr. 15]. Chor (Götter der Unterwelt): „Kom! Kom frugta ingen fara“
  - [Nr. 16]. Rezitativ (eine Nymphe): „Hvad grymma klagorop! till mina ögon“
- Nr. 15 [16a]. Chor (Nymphen): „Proserpin, Proserpin! vi ropa dig“ (Szene 8)
- Nr. 16 [–]. Rezitativ (erste Nymphe, Nymphen): „Hon hoppas här sin dotter återse“ – [Nr. 16b]. „Ack här blir vår smärta ny“
- Nr. 17. Rezitativ (Ceres): „Jag hela verlden lycklig gjort“ (Szene 9)
- Nr. 18 (laut Autogramm) [17a]. (Ceres): „Jag äger denna pant utaf den ömhet quar“ – „Hvad denna hugkomst mig förnöjer“
- Nr. 18 (laut gedruckten Notizen). Rezitativ (Ceres): „Men, hvad kan detta dröjsmål båda?“
- Nr. 19. Chor mit Rezitativ (Ceres, eine der Nymphen, Nymphen, Waldgötter): „Ceres, Ceres hvilken smärta“ (Szene 10)
- Nr. 20. Arie (Ceres): „O, Joefur! i hvars ömma bröst jag fordom tändt en ljuflig låga“ (Szene 11)
- Nr. 21. Chor (Nymphen, Waldgötter, Sizilianer): „Proserpin, Proserpin, vi ropa dig“ (Szene 12)
- Nr. 22. Rezitativ (Atis): „Förgäfves all vår möda var“ (Szene 13)
- Nr. 23 [22a]. Arie (Atis): „För lifvet jag fasar, med gruflighet rasar en eld i mitt bröst“
- Nr. 24 [23]. Rezitativ (ein Bacchant): „Hvem är väl du, som dig beklagar uppå den ort där nöjet rår?“ (Szene 14)
- Nr. 25 [24]. Arie (ein Bacchant) mit Chor: „Här lifvas allt af Bacchi lagar“ – „Ja lydom villigt Bacchi lagar“
- Nr. 26 [25]. Rezitativ (erster Bacchant): „Men räds, om du hans nåd försmår“
- Nr. 27 [26]. Balletto (instrumental): „De fatta uti honom och vilja föra honom med sig“
- Nr. 28 [27]. Arie (Faun) mit Chor: „Af den dyrkan Bacchus njuter mister Astrild ej sin rätt“ – „Lycklig dårskap yra nöjen“
- Nr. 29 [28]. Rezitativ (Atis): „Nej, ingen gudamagt en kärlek kan förstöra“ (Szene 15)
- Nr. 30 [29]. Arie (Cyane): „Ack, förskräckliga brott! hvilken grymhet jag öfvat“ (Szene 16)
  - [Nr. 30]. Rezitativ (Cyane): „Dock än uti mitt bröst jag hoppet vågar nära“
- Nr. 31. Chor (Ceres, Nymphen, Sizilianer, allgemeiner Chor): „Gudar! värdens ej försaka den förtryckta dygdens röst“ (Szene 17)
- Nr. 32 [–]. Chor (allgemeiner Chor): „Kommen åter, sälla dagar“
- Nr. 33 [32]. Rezitativ (Ceres): „Gån! mig er dyrkan ej behagar“ (Szene 18)
- Nr. 34 [32a]. Arie (Ceres): „Mörka öknar! låt mig dölja i ert sköte mina tårar“
- Nr. 35 [33]. Rezitativ (Ceres, Cyane, Atis): „Men … djupet öpnar sig och jag Cyane skådar“ – „Gudinna vet … men först jag dig besvär“ – „Värdig var at blifva Plutos brud“
- Nr. 36 [34]. Terzett (Ceres, Cyane, Atis): „Hvad större qual kan väl en moder“ (Szene 19)
- Nr. 37 [35]. Rezitativ (Mercurius, Ceres): „Gudinna låt din själ af glädens strålar lifvas“ (Szene 20)
  - [Nr. 36]. Rezitativ (Ceres, Proserpin, Pluto): „Min dotter! Ack, min mor!“
- Nr. 38 [37]. Arie (Jupiter): „Gå, Pluto, gå, at din maka njuta“ (Szene 21)
- Nr. 39 [–]. Chor (allgemeiner Chor, himmlische, irdische und unterirdische Götter): „Gå, Pluto, gå, at din maka njuta“
- Nr. 40 [38]. Chor: „Gudar och menskjor och skuggor beprisen Jupiters milda och rättvisa lag!“

## Werkgeschichte
Der schwedische Staatsmann Hans Axel von Fersen übernahm am 16. Juni 1780 die Leitung der Königlichen Oper in Stockholm. Vier Tage später beauftragte er den seit 1778 ohne feste Stellung in Stockholm lebenden deutschen Komponisten Joseph Martin Kraus mit der Komposition der Oper Proserpin nach einem Entwurf von König Gustav III. Als Librettist war der schwedische Dichter Johan Henrik Kellgren vorgesehen. Zwischen Kraus und Kellgren hatte es zuvor eine künstlerische Kontroverse gegeben, und Kraus hatte letzteren wegen seiner Vorliebe für den Rokokostil der 1760er Jahre öffentlich angegriffen. Daher musste Kraus’ Protektor, der königliche Sekretär Christoffer Bogislaus Zibet, zwischen den beiden vermitteln. Das Werk war als Versuchsstück gedacht, um Kraus’ Begabung als Komponist auf die Probe zu stellen. Eine Aufführung an der Stockholmer Hauptbühne ohne vorherige Überarbeitung war nicht vorgesehen. Grundlage der Handlung sind der antike Mythos über den Raub der Proserpina und Philippe Quinaults Proserpine von 1680. Die Komposition entstand zwischen Juni 1780 und März 1781.
Die Uraufführung fand am 1. Juni 1781 vermutlich konzertant im Schloss Ulriksdal bei Stockholm vor dem König und dem Hofstaat statt. Kraus selbst hatte die musikalische Leitung. Sie war ein großer Erfolg sowohl für den Komponisten als auch für den Librettisten Kellgren. Kraus wurde daraufhin zum Assistenz-„Kapellmästare“ des schwedischen Hofs ernannt und zur Weiterbildung auf eine mehrjährige Reise durch Europa geschickt.:267f Kraus schrieb in einem Brief vom 14. Juni 1781 über die Aufführung:

„Endlich ward meine Arbeit auf dem königlichen Lustschlosse Ulrichsthal vor dem Könige aufgeführt, da ich dann Erlaubnis bekam, sie selbst anzuführen. Der Hof war ausserordentlich damit vergnügt und die Art, mit der der König mir seine Zufriedenheit erklärte, war über alle meine Erwartung. Sogleich nach geendigter Musik unterhielt sich der König über eine Viertelstunde mit mir: machte mir erst ein recht artiges Kompliment, frug mich von dem und jenem und mass mich mit seinen grossen Augen von Kopf bis zu Fuss, und ich nach meiner alten löblichen Weise nahm mir die Freiheit, den großen Monarchen durch und durch zugaffen, und das – wie ich nachgehends erfahren habe, hat ihm just wohlgefallen. Weil in der Eintheilung der Poesie noch etwas abgeändert werden soll, so kann freilich die Oper vor dem Herbste nicht gegeben werden; aber dann kann ich mir auch auf ein schönes Present Hoffnung machen.“

Der Plan, das Stück auch regulär an der königlichen Oper aufzuführen, wurde allerdings nicht ausgeführt. Das Manuskript blieb in der Bibliothek der Königlich Schwedischen Musikakademie in Stockholm erhalten.
Die nächste Aufführung gab es erst am 31. Mai 1980 im Schloss Drottningholm. Hier sangen u. a. Iwa Sörenson (Proserpin), Birgit Nordin (Ceres) und Dorrit Kleimert (Cyane).
2006 gab es eine Koproduktion der Schwetzinger Festspiele mit dem Staatstheater Mainz und den Wuppertaler Bühnen, bei der das Werk in einer deutschen Fassung von Johannes Weigand in einer Inszenierung von Georges Delnon und Kostümen von Marie-Thérèse Jossen gespielt wurde. Die musikalische Leitung hatte in Schwetzingen Christoph Spering und in Wuppertal Evan Christ. Von der Schwetzinger Aufführung wurde ein Audio-Mitschnitt erstellt.:7957
2013 wurde das Werk in einer Inszenierung von Elisabeth Lindon mit der Ausstattung von Herbert Murauer bei den Musikfestspielen Potsdam Sanssouci in schwedischer Sprache gespielt. Die Handlung wurde hier in das Milieu einer großbürgerlichen Familie des 18. Jahrhunderts verlegt.

## Aufnahmen
- 1992 – Mark Tatlow (Dirigent), Stockholm Chamber Orchestra, Swedish Chamber Chorus Stockholm.
 Anna Eklund-Tarantino (Proserpin), Hillevi Martinpelto (Ceres), Susanne Rydén (Cyane), Stephen Smith (Atis), Lars Arvidson (Pluto), Peter Mattei (Jupiter), Jan Strömberg (Mercurius), Johan Christensson (Faun).
 Studioaufnahme.
 Musica Sveciae MSCD 422-3 (2 CDs).[10]:7956
- 2006 – Christoph Spering (Dirigent), Georges Delnon (Inszenierung), Das Neue Orchester Köln, Chorus Musicus Köln.
 Alexandra Coku (Proserpin), Johanna Stojkovic (Ceres), Silvia Weiss (Cyane), Johannes Chum (Atis), Nikolay Borchev (Pluto), Thomas Laske (Jupiter), Thomas Jakobs (Mercurius).
 Live aus Schwetzingen; deutsche Fassung von Johannes Weigand.[10]:7957